# Conrad Roure
Conrad Roure i Bofill, född 1841 i Barcelona, död 1928, var en spansk (katalansk) dramatiker. 
Efter någon tids verksamhet som advokat blev han under märket Pau Bunyegro en flitig litterär medarbetare i dagspressen, men hade övervägande sin betydelse som dramatiker. Hans arbeten är alla skrivna på katalansk vers och omfattar alla arter av dramatik, från historiska skådespel till zarzuela. De mest betydande är Una noya es per un rey (1865), La vida al encant (1866), Un pom de violas (1869), La comedia de Falset (samma år), Un fi de festa (1871), Lo tret per la culata, De tauladas en amunt (1872), Claris (1879), Montserrat (1882), Lo desengany (1885), Lo castell y la masia (1890), Quien mes mira... (1891) och Lo quarto dels mals endresos (1892).